# 索尔舒瓦
索尔舒瓦（法語：Saulchoy，法語發音：[solʃwa]）是法国上法蘭西大區加来海峡省的一个市镇，属于蒙特勒伊区。

## 地理
索尔舒瓦（50°20'57"N, 1°50'59"E）面积5.29 平方千米，位于法国上法蘭西大區加来海峡省，该省份为法国北部沿海省份，西北濒北海，南至索姆省，东临北部省。
与索尔舒瓦接壤的市镇（或旧市镇、城区）包括：圣雷米欧布瓦、阿尔古勒、杜里耶、曼特奈。

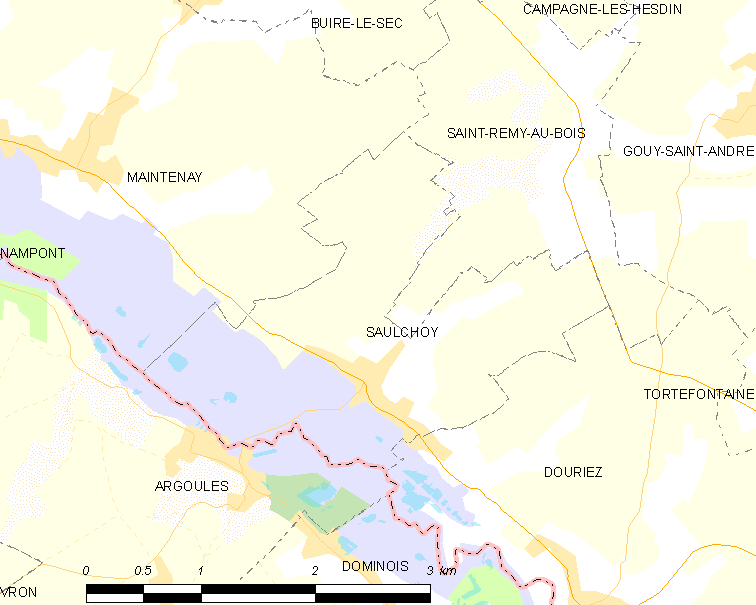
索尔舒瓦的OSM定位图

索尔舒瓦的时区为UTC+01:00、UTC+02:00（夏令时）。

## 行政
索尔舒瓦的邮政编码为62870，INSEE市镇编码为62783。

## 政治
索尔舒瓦所属的省级选区为欧克西堡县。

## 人口

1962-2008年间索尔舒瓦人口变化图示

索尔舒瓦于2022年1月1日时的人口数量为322人。